# Turbo BASIC
Turbo BASIC是一個BASIC 編譯器與編輯器，最初由Robert 'Bob' Zale所開發，後來被Borland買下。當Borland決定不再販售之後，Zale從Borland手中買回它，将它改名為PowerBASIC並創立PowerBASIC公司，以繼續支援與研發。今天仍然存在市面上。
這個軟體在1987-1988年期間，和Borland的Turbo Pascal 4.0, Turbo C 1.0/1.5，與Turbo Prolog 1.1相似，以"black screen"為特徵。到了1989年推出Turbo C 2.0, Turbo C++ 1.1，……等時，Borland便不再沒有採取它註冊商標式的"blue screen" IDE。在這時，Turbo Basic與Turbo Prolog不再販賣。
與這個時期的多數BASIC編輯器不同的是，Turbo BASIC是個完整的編譯器，能編譯出MS-DOS底下的原生程式碼。其它編輯器或許是直譯器，或者是大量依賴於執行函式庫。Turbo Basic的整合化開發環境能在其中執行一個BASIC程式（參見下面的例子）以為傳統BASIC測試，或是產生完全獨立的MS-DOS可執行檔（.EXE），能在其它沒有安裝Turbo BASIC或是其執行函式庫的電腦上執行。當然編譯出來的可執行程式檔會比原來僅含程式碼的.bas檔案大得多。
Turbo Basic聲稱其乃以x86組合語言撰寫，所編譯出來的程式比其他程式所編譯的執行速度較快。另外，因為早期對於中文系統的缺陷，Turbo Basic在中文環境下的使用存在一些問題。例如，在倚天中文環境底下雖然可以顯示中文文字，但是IDE有亂碼，且使用其INPUT命令並不能直接輸入中文字。后来的UCDOS，天汇等汉字系统已经能够很好地支持Turbo BASIC。在Turbo Basic的IDE编辑环境中，甚至在Turbo Basic所编译出的软件中，都可以顺利地输入中文字。

## 程式碼範例
下面的程式例子是Turbo Basic所支援的類似ALGOL之BASIC語法。與傳統使用行號的，而控制結構有限且不支援類似ALGOL之副程式的BASIC程式語言不同的是，在這個時期出現的現代BASIC編輯器的功能擴充了，放棄了行號，加入了結構化程式設計所需的控制結構與副程式定義，使得這類語言符合現代的結構化編程理論。
```
INPUT
 
"What is your name:"
,
 
A$

PRINT
 
"Hello "
;
 
A$

DO

  
S$
 
=
 
""

  
INPUT
 
"How many stars do you want to print"
;
 
S

  
FOR
 
I
 
=
 
1
 
TO
 
S

    
S$
 
=
 
S$
 
+
 
"*"

  
NEXT
 
I

  
PRINT
 
S$

  
DO
 

    
INPUT
 
"Do you want to print more stars"
;
 
Q$

  
LOOP
 
WHILE
 
LEN
(
Q$
)
 
=
 
0

  
Q$
 
=
 
LEFT$
(
Q$
,
 
1
)
LOOP
 
WHILE
(
Q$
 
=
 
"Y"
)
OR
(
Q$
 
=
 
"y"
)
PRINT
 
"Goodbye "
;
 
A$

```

像這個時代的其它Borland產品，程式碼執行於IDE裡。